# オックスフォード伯爵
オックスフォード伯爵（英語: Earl of Oxford）は、イギリスの伯爵位。
1141年にオーブリー・ド・ヴィアーがイングランド貴族爵位として叙されたのにはじまる。20代にわたって続いたが、1703年に廃絶した。
他にオックスフォードの名を関する爵位としてロバート・ハーレーが1711年に叙されたグレートブリテン貴族オックスフォード伯＝モーティマー伯（1853年に廃絶）。ハーバート・ヘンリー・アスキスが1925年に叙された連合王国貴族オックスフォード＝アスキス伯がある（2020年現在も存続）。

## 歴史

### オックスフォード伯爵（1141年）
ド・ヴィアー家はフランス・ノルマンディー・ヴェールの出身であるために、ド・ヴィアーという家名になった。オーブリー・ド・ヴィアー1世(-1112or1113) がウィリアム1世のイングランド侵攻に加わってそのままイングランドに定着した。
その息子のオーブリー・ド・ヴィアー2世(1085-1141) は大侍従卿となり、さらにその息子で大侍従卿の地位を継承したオーブリー・ド・ヴィアー(1115頃–1194) は、1141年7月にイングランド貴族爵位ケンブリッジ伯爵に叙せられた。しかしスコットランド王からケンブリッジはハンティンドン伯爵たる自分に権利がある領地であるとの異議が唱えられたのでオックスフォード伯爵 (Earl of Oxford) に変更された。以降同爵位は20代560年にわたってド・ヴィアー家に継承される。
3代伯ロバート(1173頃–1221) は、ジョン王にマグナカルタを迫った25人の貴族の一人である。
ド・ヴィアー家の所領は少なく、歴史が古い点と式部卿を世襲する役割以外にはこれといった特色のない貴族だったが、9代伯ロバート (1362–1392) は、リチャード2世の側近として台頭し、一代限りの爵位として1385年12月1日にダブリン侯爵（イギリスではじめての侯爵位）、1386年10月13日にはアイルランド公爵に叙せられ、アイルランドの統治を任せられた（間もなく失脚）。
13代伯ジョン (1442–1513) は、薔薇戦争でランカスター派の指揮官として戦った。
20代伯オーブリー (1627–1703) の死去をもって男子継承者がいなくなり、爵位は廃絶した。

### オックスフォード＝モーティマー伯爵（1711年）
その後、オックスフォードの名を関する爵位が2つ創設された。1つはアン女王時代のトーリー党政権の首脳だったロバート・ハーレーが1711年に叙されたグレートブリテン貴族オックスフォード伯爵＝モーティマー伯である。この爵位は6代続いたが、1853年に廃絶した。

### オックスフォード＝アスキス伯爵（1925年）
もう1つは自由党の首相を務めたハーバート・ヘンリー・アスキスが1925年に叙された連合王国貴族オックスフォード＝アスキス伯である。この爵位は2020年現在も存続している。

## 歴代当主

### オックスフォード伯爵 (1141年)
- 初代オックスフォード伯オーブリー・ド・ヴィアー（英語版） (1115頃–1194)
- 2代オックスフォード伯オーブリー・ド・ヴィアー（英語版） (1163頃–1214) 先代の子
- 3代オックスフォード伯ロバート・ド・ヴィアー（英語版） (1165頃–1221) 先代の弟
- 4代オックスフォード伯ヒュー・ド・ヴィアー（英語版） (1207頃–1263) 先代の子
- 5代オックスフォード伯ロバート・ド・ヴィアー（英語版） (1240–1296) 先代の子。1265年剥奪, 直後に回復
- 6代オックスフォード伯ロバート・ド・ヴィアー（英語版） (1257–1331) 先代の子
- 7代オックスフォード伯ジョン・ド・ヴィアー（英語版） (1312–1360) 先代の甥
- 8代オックスフォード伯トマス・ド・ヴィアー（英語版） (1337–1371) 先代の子
- 9代オックスフォード伯ロバート・ド・ヴィアー (1362–1392)  先代の子。1385年ダブリン侯、1386年アイルランド公、1388年剥奪)
- 10代オックスフォード伯オーブリー・ド・ヴィアー（英語版） (1340–1400) 先代の叔父。1393年回復
- 11代オックスフォード伯リチャード・ド・ヴィアー（英語版） (1385–1417) 先代の子
- 12代オックスフォード伯ジョン・ド・ヴィアー（英語版） (1408–1462) 先代の子
- 13代オックスフォード伯ジョン・ド・ヴィアー (1442–1513) 先代の子。1475年剥奪, 1485年回復
- 14代オックスフォード伯ジョン・ド・ヴィアー（英語版） (1499–1526) 先代の甥
- 15代オックスフォード伯ジョン・ド・ヴィアー（英語版） (1482–1540) 先代の二従兄弟
- 16代オックスフォード伯ジョン・ド・ヴィアー（英語版） (1516–1562) 先代の子
- 17代オックスフォード伯エドワード・ド・ヴィアー (1550–1604) 先代の子
- 18代オックスフォード伯ヘンリー・ド・ヴィアー（英語版） (1593–1625) 先代の子
- 19代オックスフォード伯ロバート・ド・ヴィアー（英語版） (1575–1632) 先代の二従兄弟
- 20代オックスフォード伯オーブリー・ド・ヴィアー (1627–1703) 先代の子

## 系図
|                                                                                    |                                                                                    |                                                                                    |                                                                                    |                                                                                    |                                                                                    |  |  |  |  |  |  | 初代オックスフォード伯 オーブリー・ド・ヴィアー (1115頃-1194) |                                                             |                                                             |                                                             |                                                             |                                                             |  |  |  |  |  |  |                                                             |                                                           |                                                           |                                                           |                                                           |                                                           |  |  |  |  |  |  |  |  |  |  |  |  |  |  |  |  |  |  |
|                                                                                    |                                                                                    |                                                                                    |                                                                                    |                                                                                    |                                                                                    |  |  |  |  |  |  |                                                               |                                                             |                                                             |                                                             |                                                             |                                                             |  |  |  |  |  |  |                                                             |                                                           |                                                           |                                                           |                                                           |                                                           |  |  |  |  |  |  |  |  |  |  |  |  |  |  |  |  |  |  |
|                                                                                    |                                                                                    |                                                                                    |                                                                                    |                                                                                    |                                                                                    |  |  |  |  |  |  |                                                               |                                                             |                                                             |                                                             |                                                             |                                                             |  |  |  |  |  |  |                                                             |                                                           |                                                           |                                                           |                                                           |                                                           |  |  |  |  |  |  |  |  |  |  |  |  |  |  |  |  |  |  |
| 2代オックスフォード伯 オーブリー・ド・ヴィアー (1163頃-1214)                       | 2代オックスフォード伯 オーブリー・ド・ヴィアー (1163頃-1214)                       | 2代オックスフォード伯 オーブリー・ド・ヴィアー (1163頃-1214)                       | 2代オックスフォード伯 オーブリー・ド・ヴィアー (1163頃-1214)                       | 2代オックスフォード伯 オーブリー・ド・ヴィアー (1163頃-1214)                       | 2代オックスフォード伯 オーブリー・ド・ヴィアー (1163頃-1214)                       |  |  |  |  |  |  | 3代オックスフォード伯 ロバート・ド・ヴィアー (1165頃-1221)    | 3代オックスフォード伯 ロバート・ド・ヴィアー (1165頃-1221)  | 3代オックスフォード伯 ロバート・ド・ヴィアー (1165頃-1221)  | 3代オックスフォード伯 ロバート・ド・ヴィアー (1165頃-1221)  | 3代オックスフォード伯 ロバート・ド・ヴィアー (1165頃-1221)  | 3代オックスフォード伯 ロバート・ド・ヴィアー (1165頃-1221)  |  |  |  |  |  |  |                                                             |                                                           |                                                           |                                                           |                                                           |                                                           |  |  |  |  |  |  |  |  |  |  |  |  |  |  |  |  |  |  |
| 2代オックスフォード伯 オーブリー・ド・ヴィアー (1163頃-1214)                       | 2代オックスフォード伯 オーブリー・ド・ヴィアー (1163頃-1214)                       | 2代オックスフォード伯 オーブリー・ド・ヴィアー (1163頃-1214)                       | 2代オックスフォード伯 オーブリー・ド・ヴィアー (1163頃-1214)                       | 2代オックスフォード伯 オーブリー・ド・ヴィアー (1163頃-1214)                       | 2代オックスフォード伯 オーブリー・ド・ヴィアー (1163頃-1214)                       |  |  |  |  |  |  | 3代オックスフォード伯 ロバート・ド・ヴィアー (1165頃-1221)    | 3代オックスフォード伯 ロバート・ド・ヴィアー (1165頃-1221)  | 3代オックスフォード伯 ロバート・ド・ヴィアー (1165頃-1221)  | 3代オックスフォード伯 ロバート・ド・ヴィアー (1165頃-1221)  | 3代オックスフォード伯 ロバート・ド・ヴィアー (1165頃-1221)  | 3代オックスフォード伯 ロバート・ド・ヴィアー (1165頃-1221)  |  |  |  |  |  |  |                                                             |                                                           |                                                           |                                                           |                                                           |                                                           |  |  |  |  |  |  |  |  |  |  |  |  |  |  |  |  |  |  |
|                                                                                    |                                                                                    |                                                                                    |                                                                                    |                                                                                    |                                                                                    |  |  |  |  |  |  | 4代オックスフォード伯 ヒュー・ド・ヴィアー (1207頃-1263)      |                                                             |                                                             |                                                             |                                                             |                                                             |  |  |  |  |  |  |                                                             |                                                           |                                                           |                                                           |                                                           |                                                           |  |  |  |  |  |  |  |  |  |  |  |  |  |  |  |  |  |  |
|                                                                                    |                                                                                    |                                                                                    |                                                                                    |                                                                                    |                                                                                    |  |  |  |  |  |  |                                                               |                                                             |                                                             |                                                             |                                                             |                                                             |  |  |  |  |  |  |                                                             |                                                           |                                                           |                                                           |                                                           |                                                           |  |  |  |  |  |  |  |  |  |  |  |  |  |  |  |  |  |  |
|                                                                                    |                                                                                    |                                                                                    |                                                                                    |                                                                                    |                                                                                    |  |  |  |  |  |  | 5代オックスフォード伯 ロバート・ド・ヴィアー (1240-1296)      |                                                             |                                                             |                                                             |                                                             |                                                             |  |  |  |  |  |  |                                                             |                                                           |                                                           |                                                           |                                                           |                                                           |  |  |  |  |  |  |  |  |  |  |  |  |  |  |  |  |  |  |
|                                                                                    |                                                                                    |                                                                                    |                                                                                    |                                                                                    |                                                                                    |  |  |  |  |  |  |                                                               |                                                             |                                                             |                                                             |                                                             |                                                             |  |  |  |  |  |  |                                                             |                                                           |                                                           |                                                           |                                                           |                                                           |  |  |  |  |  |  |  |  |  |  |  |  |  |  |  |  |  |  |
|                                                                                    |                                                                                    |                                                                                    |                                                                                    |                                                                                    |                                                                                    |  |  |  |  |  |  |                                                               |                                                             |                                                             |                                                             |                                                             |                                                             |  |  |  |  |  |  |                                                             |                                                           |                                                           |                                                           |                                                           |                                                           |  |  |  |  |  |  |  |  |  |  |  |  |  |  |  |  |  |  |
| 6代オックスフォード伯 ロバート・ド・ヴィアー (1257–1331)                           | 6代オックスフォード伯 ロバート・ド・ヴィアー (1257–1331)                           | 6代オックスフォード伯 ロバート・ド・ヴィアー (1257–1331)                           | 6代オックスフォード伯 ロバート・ド・ヴィアー (1257–1331)                           | 6代オックスフォード伯 ロバート・ド・ヴィアー (1257–1331)                           | 6代オックスフォード伯 ロバート・ド・ヴィアー (1257–1331)                           |  |  |  |  |  |  | アルフォンソ・ド・ヴィアー (-1328)                            | アルフォンソ・ド・ヴィアー (-1328)                          | アルフォンソ・ド・ヴィアー (-1328)                          | アルフォンソ・ド・ヴィアー (-1328)                          | アルフォンソ・ド・ヴィアー (-1328)                          | アルフォンソ・ド・ヴィアー (-1328)                          |  |  |  |  |  |  |                                                             |                                                           |                                                           |                                                           |                                                           |                                                           |  |  |  |  |  |  |  |  |  |  |  |  |  |  |  |  |  |  |
| 6代オックスフォード伯 ロバート・ド・ヴィアー (1257–1331)                           | 6代オックスフォード伯 ロバート・ド・ヴィアー (1257–1331)                           | 6代オックスフォード伯 ロバート・ド・ヴィアー (1257–1331)                           | 6代オックスフォード伯 ロバート・ド・ヴィアー (1257–1331)                           | 6代オックスフォード伯 ロバート・ド・ヴィアー (1257–1331)                           | 6代オックスフォード伯 ロバート・ド・ヴィアー (1257–1331)                           |  |  |  |  |  |  | アルフォンソ・ド・ヴィアー (-1328)                            | アルフォンソ・ド・ヴィアー (-1328)                          | アルフォンソ・ド・ヴィアー (-1328)                          | アルフォンソ・ド・ヴィアー (-1328)                          | アルフォンソ・ド・ヴィアー (-1328)                          | アルフォンソ・ド・ヴィアー (-1328)                          |  |  |  |  |  |  |                                                             |                                                           |                                                           |                                                           |                                                           |                                                           |  |  |  |  |  |  |  |  |  |  |  |  |  |  |  |  |  |  |
|                                                                                    |                                                                                    |                                                                                    |                                                                                    |                                                                                    |                                                                                    |  |  |  |  |  |  | 7代オックスフォード伯 ジョン・ド・ヴィアー (1312–1360)        |                                                             |                                                             |                                                             |                                                             |                                                             |  |  |  |  |  |  |                                                             |                                                           |                                                           |                                                           |                                                           |                                                           |  |  |  |  |  |  |  |  |  |  |  |  |  |  |  |  |  |  |
|                                                                                    |                                                                                    |                                                                                    |                                                                                    |                                                                                    |                                                                                    |  |  |  |  |  |  |                                                               |                                                             |                                                             |                                                             |                                                             |                                                             |  |  |  |  |  |  |                                                             |                                                           |                                                           |                                                           |                                                           |                                                           |  |  |  |  |  |  |  |  |  |  |  |  |  |  |  |  |  |  |
|                                                                                    |                                                                                    |                                                                                    |                                                                                    |                                                                                    |                                                                                    |  |  |  |  |  |  |                                                               |                                                             |                                                             |                                                             |                                                             |                                                             |  |  |  |  |  |  |                                                             |                                                           |                                                           |                                                           |                                                           |                                                           |  |  |  |  |  |  |  |  |  |  |  |  |  |  |  |  |  |  |
| 8代オックスフォード伯 トマス・ド・ヴィアー (1337-1371)                             | 8代オックスフォード伯 トマス・ド・ヴィアー (1337-1371)                             | 8代オックスフォード伯 トマス・ド・ヴィアー (1337-1371)                             | 8代オックスフォード伯 トマス・ド・ヴィアー (1337-1371)                             | 8代オックスフォード伯 トマス・ド・ヴィアー (1337-1371)                             | 8代オックスフォード伯 トマス・ド・ヴィアー (1337-1371)                             |  |  |  |  |  |  | 10代オックスフォード伯 オーブリー・ド・ヴィアー (1338–1400)   | 10代オックスフォード伯 オーブリー・ド・ヴィアー (1338–1400) | 10代オックスフォード伯 オーブリー・ド・ヴィアー (1338–1400) | 10代オックスフォード伯 オーブリー・ド・ヴィアー (1338–1400) | 10代オックスフォード伯 オーブリー・ド・ヴィアー (1338–1400) | 10代オックスフォード伯 オーブリー・ド・ヴィアー (1338–1400) |  |  |  |  |  |  |                                                             |                                                           |                                                           |                                                           |                                                           |                                                           |  |  |  |  |  |  |  |  |  |  |  |  |  |  |  |  |  |  |
| 8代オックスフォード伯 トマス・ド・ヴィアー (1337-1371)                             | 8代オックスフォード伯 トマス・ド・ヴィアー (1337-1371)                             | 8代オックスフォード伯 トマス・ド・ヴィアー (1337-1371)                             | 8代オックスフォード伯 トマス・ド・ヴィアー (1337-1371)                             | 8代オックスフォード伯 トマス・ド・ヴィアー (1337-1371)                             | 8代オックスフォード伯 トマス・ド・ヴィアー (1337-1371)                             |  |  |  |  |  |  | 10代オックスフォード伯 オーブリー・ド・ヴィアー (1338–1400)   | 10代オックスフォード伯 オーブリー・ド・ヴィアー (1338–1400) | 10代オックスフォード伯 オーブリー・ド・ヴィアー (1338–1400) | 10代オックスフォード伯 オーブリー・ド・ヴィアー (1338–1400) | 10代オックスフォード伯 オーブリー・ド・ヴィアー (1338–1400) | 10代オックスフォード伯 オーブリー・ド・ヴィアー (1338–1400) |  |  |  |  |  |  |                                                             |                                                           |                                                           |                                                           |                                                           |                                                           |  |  |  |  |  |  |  |  |  |  |  |  |  |  |  |  |  |  |
| アイルランド公 ダブリン侯 9代オックスフォード伯 ロバート・ド・ヴィアー (1362–1392) | アイルランド公 ダブリン侯 9代オックスフォード伯 ロバート・ド・ヴィアー (1362–1392) | アイルランド公 ダブリン侯 9代オックスフォード伯 ロバート・ド・ヴィアー (1362–1392) | アイルランド公 ダブリン侯 9代オックスフォード伯 ロバート・ド・ヴィアー (1362–1392) | アイルランド公 ダブリン侯 9代オックスフォード伯 ロバート・ド・ヴィアー (1362–1392) | アイルランド公 ダブリン侯 9代オックスフォード伯 ロバート・ド・ヴィアー (1362–1392) |  |  |  |  |  |  | 11代オックスフォード伯 リチャード・ド・ヴィアー (1385–1417)   | 11代オックスフォード伯 リチャード・ド・ヴィアー (1385–1417) | 11代オックスフォード伯 リチャード・ド・ヴィアー (1385–1417) | 11代オックスフォード伯 リチャード・ド・ヴィアー (1385–1417) | 11代オックスフォード伯 リチャード・ド・ヴィアー (1385–1417) | 11代オックスフォード伯 リチャード・ド・ヴィアー (1385–1417) |  |  |  |  |  |  |                                                             |                                                           |                                                           |                                                           |                                                           |                                                           |  |  |  |  |  |  |  |  |  |  |  |  |  |  |  |  |  |  |
| アイルランド公 ダブリン侯 9代オックスフォード伯 ロバート・ド・ヴィアー (1362–1392) | アイルランド公 ダブリン侯 9代オックスフォード伯 ロバート・ド・ヴィアー (1362–1392) | アイルランド公 ダブリン侯 9代オックスフォード伯 ロバート・ド・ヴィアー (1362–1392) | アイルランド公 ダブリン侯 9代オックスフォード伯 ロバート・ド・ヴィアー (1362–1392) | アイルランド公 ダブリン侯 9代オックスフォード伯 ロバート・ド・ヴィアー (1362–1392) | アイルランド公 ダブリン侯 9代オックスフォード伯 ロバート・ド・ヴィアー (1362–1392) |  |  |  |  |  |  | 11代オックスフォード伯 リチャード・ド・ヴィアー (1385–1417)   | 11代オックスフォード伯 リチャード・ド・ヴィアー (1385–1417) | 11代オックスフォード伯 リチャード・ド・ヴィアー (1385–1417) | 11代オックスフォード伯 リチャード・ド・ヴィアー (1385–1417) | 11代オックスフォード伯 リチャード・ド・ヴィアー (1385–1417) | 11代オックスフォード伯 リチャード・ド・ヴィアー (1385–1417) |  |  |  |  |  |  |                                                             |                                                           |                                                           |                                                           |                                                           |                                                           |  |  |  |  |  |  |  |  |  |  |  |  |  |  |  |  |  |  |
|                                                                                    |                                                                                    |                                                                                    |                                                                                    |                                                                                    |                                                                                    |  |  |  |  |  |  |                                                               |                                                             |                                                             |                                                             |                                                             |                                                             |  |  |  |  |  |  |                                                             |                                                           |                                                           |                                                           |                                                           |                                                           |  |  |  |  |  |  |  |  |  |  |  |  |  |  |  |  |  |  |
|                                                                                    |                                                                                    |                                                                                    |                                                                                    |                                                                                    |                                                                                    |  |  |  |  |  |  | 12代オックスフォード伯 ジョン・ド・ヴィアー (1408–1462)       | 12代オックスフォード伯 ジョン・ド・ヴィアー (1408–1462)     | 12代オックスフォード伯 ジョン・ド・ヴィアー (1408–1462)     | 12代オックスフォード伯 ジョン・ド・ヴィアー (1408–1462)     | 12代オックスフォード伯 ジョン・ド・ヴィアー (1408–1462)     | 12代オックスフォード伯 ジョン・ド・ヴィアー (1408–1462)     |  |  |  |  |  |  | ロバート・ド・ヴィアー                                      | ロバート・ド・ヴィアー                                    | ロバート・ド・ヴィアー                                    | ロバート・ド・ヴィアー                                    | ロバート・ド・ヴィアー                                    | ロバート・ド・ヴィアー                                    |  |  |  |  |  |  |  |  |  |  |  |  |  |  |  |  |  |  |
|                                                                                    |                                                                                    |                                                                                    |                                                                                    |                                                                                    |                                                                                    |  |  |  |  |  |  | 12代オックスフォード伯 ジョン・ド・ヴィアー (1408–1462)       | 12代オックスフォード伯 ジョン・ド・ヴィアー (1408–1462)     | 12代オックスフォード伯 ジョン・ド・ヴィアー (1408–1462)     | 12代オックスフォード伯 ジョン・ド・ヴィアー (1408–1462)     | 12代オックスフォード伯 ジョン・ド・ヴィアー (1408–1462)     | 12代オックスフォード伯 ジョン・ド・ヴィアー (1408–1462)     |  |  |  |  |  |  | ロバート・ド・ヴィアー                                      | ロバート・ド・ヴィアー                                    | ロバート・ド・ヴィアー                                    | ロバート・ド・ヴィアー                                    | ロバート・ド・ヴィアー                                    | ロバート・ド・ヴィアー                                    |  |  |  |  |  |  |  |  |  |  |  |  |  |  |  |  |  |  |
|                                                                                    |                                                                                    |                                                                                    |                                                                                    |                                                                                    |                                                                                    |  |  |  |  |  |  |                                                               |                                                             |                                                             |                                                             |                                                             |                                                             |  |  |  |  |  |  |                                                             |                                                           |                                                           |                                                           |                                                           |                                                           |  |  |  |  |  |  |  |  |  |  |  |  |  |  |  |  |  |  |
| 13代オックスフォード伯 ジョン・ド・ヴィアー (1442–1513)                            | 13代オックスフォード伯 ジョン・ド・ヴィアー (1442–1513)                            | 13代オックスフォード伯 ジョン・ド・ヴィアー (1442–1513)                            | 13代オックスフォード伯 ジョン・ド・ヴィアー (1442–1513)                            | 13代オックスフォード伯 ジョン・ド・ヴィアー (1442–1513)                            | 13代オックスフォード伯 ジョン・ド・ヴィアー (1442–1513)                            |  |  |  |  |  |  | ジョージ・ド・ヴィアー                                        | ジョージ・ド・ヴィアー                                      | ジョージ・ド・ヴィアー                                      | ジョージ・ド・ヴィアー                                      | ジョージ・ド・ヴィアー                                      | ジョージ・ド・ヴィアー                                      |  |  |  |  |  |  | ジョン・ド・ヴィアー                                        | ジョン・ド・ヴィアー                                      | ジョン・ド・ヴィアー                                      | ジョン・ド・ヴィアー                                      | ジョン・ド・ヴィアー                                      | ジョン・ド・ヴィアー                                      |  |  |  |  |  |  |  |  |  |  |  |  |  |  |  |  |  |  |
| 13代オックスフォード伯 ジョン・ド・ヴィアー (1442–1513)                            | 13代オックスフォード伯 ジョン・ド・ヴィアー (1442–1513)                            | 13代オックスフォード伯 ジョン・ド・ヴィアー (1442–1513)                            | 13代オックスフォード伯 ジョン・ド・ヴィアー (1442–1513)                            | 13代オックスフォード伯 ジョン・ド・ヴィアー (1442–1513)                            | 13代オックスフォード伯 ジョン・ド・ヴィアー (1442–1513)                            |  |  |  |  |  |  | ジョージ・ド・ヴィアー                                        | ジョージ・ド・ヴィアー                                      | ジョージ・ド・ヴィアー                                      | ジョージ・ド・ヴィアー                                      | ジョージ・ド・ヴィアー                                      | ジョージ・ド・ヴィアー                                      |  |  |  |  |  |  | ジョン・ド・ヴィアー                                        | ジョン・ド・ヴィアー                                      | ジョン・ド・ヴィアー                                      | ジョン・ド・ヴィアー                                      | ジョン・ド・ヴィアー                                      | ジョン・ド・ヴィアー                                      |  |  |  |  |  |  |  |  |  |  |  |  |  |  |  |  |  |  |
|                                                                                    |                                                                                    |                                                                                    |                                                                                    |                                                                                    |                                                                                    |  |  |  |  |  |  | 14代オックスフォード伯 ジョン・ド・ヴィアー (1499–1526)       | 14代オックスフォード伯 ジョン・ド・ヴィアー (1499–1526)     | 14代オックスフォード伯 ジョン・ド・ヴィアー (1499–1526)     | 14代オックスフォード伯 ジョン・ド・ヴィアー (1499–1526)     | 14代オックスフォード伯 ジョン・ド・ヴィアー (1499–1526)     | 14代オックスフォード伯 ジョン・ド・ヴィアー (1499–1526)     |  |  |  |  |  |  | 15代オックスフォード伯 ジョン・ド・ヴィアー (1482-1540)     | 15代オックスフォード伯 ジョン・ド・ヴィアー (1482-1540)   | 15代オックスフォード伯 ジョン・ド・ヴィアー (1482-1540)   | 15代オックスフォード伯 ジョン・ド・ヴィアー (1482-1540)   | 15代オックスフォード伯 ジョン・ド・ヴィアー (1482-1540)   | 15代オックスフォード伯 ジョン・ド・ヴィアー (1482-1540)   |  |  |  |  |  |  |  |  |  |  |  |  |  |  |  |  |  |  |
|                                                                                    |                                                                                    |                                                                                    |                                                                                    |                                                                                    |                                                                                    |  |  |  |  |  |  | 14代オックスフォード伯 ジョン・ド・ヴィアー (1499–1526)       | 14代オックスフォード伯 ジョン・ド・ヴィアー (1499–1526)     | 14代オックスフォード伯 ジョン・ド・ヴィアー (1499–1526)     | 14代オックスフォード伯 ジョン・ド・ヴィアー (1499–1526)     | 14代オックスフォード伯 ジョン・ド・ヴィアー (1499–1526)     | 14代オックスフォード伯 ジョン・ド・ヴィアー (1499–1526)     |  |  |  |  |  |  | 15代オックスフォード伯 ジョン・ド・ヴィアー (1482-1540)     | 15代オックスフォード伯 ジョン・ド・ヴィアー (1482-1540)   | 15代オックスフォード伯 ジョン・ド・ヴィアー (1482-1540)   | 15代オックスフォード伯 ジョン・ド・ヴィアー (1482-1540)   | 15代オックスフォード伯 ジョン・ド・ヴィアー (1482-1540)   | 15代オックスフォード伯 ジョン・ド・ヴィアー (1482-1540)   |  |  |  |  |  |  |  |  |  |  |  |  |  |  |  |  |  |  |
|                                                                                    |                                                                                    |                                                                                    |                                                                                    |                                                                                    |                                                                                    |  |  |  |  |  |  |                                                               |                                                             |                                                             |                                                             |                                                             |                                                             |  |  |  |  |  |  |                                                             |                                                           |                                                           |                                                           |                                                           |                                                           |  |  |  |  |  |  |  |  |  |  |  |  |  |  |  |  |  |  |
|                                                                                    |                                                                                    |                                                                                    |                                                                                    |                                                                                    |                                                                                    |  |  |  |  |  |  | 16代オックスフォード伯 ジョン・ド・ヴィアー (1516–1562)       | 16代オックスフォード伯 ジョン・ド・ヴィアー (1516–1562)     | 16代オックスフォード伯 ジョン・ド・ヴィアー (1516–1562)     | 16代オックスフォード伯 ジョン・ド・ヴィアー (1516–1562)     | 16代オックスフォード伯 ジョン・ド・ヴィアー (1516–1562)     | 16代オックスフォード伯 ジョン・ド・ヴィアー (1516–1562)     |  |  |  |  |  |  | オーブリー・ド・ヴィアー (1519-)                            | オーブリー・ド・ヴィアー (1519-)                          | オーブリー・ド・ヴィアー (1519-)                          | オーブリー・ド・ヴィアー (1519-)                          | オーブリー・ド・ヴィアー (1519-)                          | オーブリー・ド・ヴィアー (1519-)                          |  |  |  |  |  |  |  |  |  |  |  |  |  |  |  |  |  |  |
|                                                                                    |                                                                                    |                                                                                    |                                                                                    |                                                                                    |                                                                                    |  |  |  |  |  |  | 16代オックスフォード伯 ジョン・ド・ヴィアー (1516–1562)       | 16代オックスフォード伯 ジョン・ド・ヴィアー (1516–1562)     | 16代オックスフォード伯 ジョン・ド・ヴィアー (1516–1562)     | 16代オックスフォード伯 ジョン・ド・ヴィアー (1516–1562)     | 16代オックスフォード伯 ジョン・ド・ヴィアー (1516–1562)     | 16代オックスフォード伯 ジョン・ド・ヴィアー (1516–1562)     |  |  |  |  |  |  | オーブリー・ド・ヴィアー (1519-)                            | オーブリー・ド・ヴィアー (1519-)                          | オーブリー・ド・ヴィアー (1519-)                          | オーブリー・ド・ヴィアー (1519-)                          | オーブリー・ド・ヴィアー (1519-)                          | オーブリー・ド・ヴィアー (1519-)                          |  |  |  |  |  |  |  |  |  |  |  |  |  |  |  |  |  |  |
|                                                                                    |                                                                                    |                                                                                    |                                                                                    |                                                                                    |                                                                                    |  |  |  |  |  |  | 17代オックスフォード伯 エドワード・ド・ヴィアー (1550–1604)   | 17代オックスフォード伯 エドワード・ド・ヴィアー (1550–1604) | 17代オックスフォード伯 エドワード・ド・ヴィアー (1550–1604) | 17代オックスフォード伯 エドワード・ド・ヴィアー (1550–1604) | 17代オックスフォード伯 エドワード・ド・ヴィアー (1550–1604) | 17代オックスフォード伯 エドワード・ド・ヴィアー (1550–1604) |  |  |  |  |  |  | ヒュー・ド・ヴィアー                                        | ヒュー・ド・ヴィアー                                      | ヒュー・ド・ヴィアー                                      | ヒュー・ド・ヴィアー                                      | ヒュー・ド・ヴィアー                                      | ヒュー・ド・ヴィアー                                      |  |  |  |  |  |  |  |  |  |  |  |  |  |  |  |  |  |  |
|                                                                                    |                                                                                    |                                                                                    |                                                                                    |                                                                                    |                                                                                    |  |  |  |  |  |  | 17代オックスフォード伯 エドワード・ド・ヴィアー (1550–1604)   | 17代オックスフォード伯 エドワード・ド・ヴィアー (1550–1604) | 17代オックスフォード伯 エドワード・ド・ヴィアー (1550–1604) | 17代オックスフォード伯 エドワード・ド・ヴィアー (1550–1604) | 17代オックスフォード伯 エドワード・ド・ヴィアー (1550–1604) | 17代オックスフォード伯 エドワード・ド・ヴィアー (1550–1604) |  |  |  |  |  |  | ヒュー・ド・ヴィアー                                        | ヒュー・ド・ヴィアー                                      | ヒュー・ド・ヴィアー                                      | ヒュー・ド・ヴィアー                                      | ヒュー・ド・ヴィアー                                      | ヒュー・ド・ヴィアー                                      |  |  |  |  |  |  |  |  |  |  |  |  |  |  |  |  |  |  |
|                                                                                    |                                                                                    |                                                                                    |                                                                                    |                                                                                    |                                                                                    |  |  |  |  |  |  | 18代オックスフォード伯 ヘンリー・ド・ヴィアー (1593–1625)     | 18代オックスフォード伯 ヘンリー・ド・ヴィアー (1593–1625)   | 18代オックスフォード伯 ヘンリー・ド・ヴィアー (1593–1625)   | 18代オックスフォード伯 ヘンリー・ド・ヴィアー (1593–1625)   | 18代オックスフォード伯 ヘンリー・ド・ヴィアー (1593–1625)   | 18代オックスフォード伯 ヘンリー・ド・ヴィアー (1593–1625)   |  |  |  |  |  |  | 19代オックスフォード伯 ロバート・ド・ヴィアー (1575–1632)   | 19代オックスフォード伯 ロバート・ド・ヴィアー (1575–1632) | 19代オックスフォード伯 ロバート・ド・ヴィアー (1575–1632) | 19代オックスフォード伯 ロバート・ド・ヴィアー (1575–1632) | 19代オックスフォード伯 ロバート・ド・ヴィアー (1575–1632) | 19代オックスフォード伯 ロバート・ド・ヴィアー (1575–1632) |  |  |  |  |  |  |  |  |  |  |  |  |  |  |  |  |  |  |
|                                                                                    |                                                                                    |                                                                                    |                                                                                    |                                                                                    |                                                                                    |  |  |  |  |  |  | 18代オックスフォード伯 ヘンリー・ド・ヴィアー (1593–1625)     | 18代オックスフォード伯 ヘンリー・ド・ヴィアー (1593–1625)   | 18代オックスフォード伯 ヘンリー・ド・ヴィアー (1593–1625)   | 18代オックスフォード伯 ヘンリー・ド・ヴィアー (1593–1625)   | 18代オックスフォード伯 ヘンリー・ド・ヴィアー (1593–1625)   | 18代オックスフォード伯 ヘンリー・ド・ヴィアー (1593–1625)   |  |  |  |  |  |  | 19代オックスフォード伯 ロバート・ド・ヴィアー (1575–1632)   | 19代オックスフォード伯 ロバート・ド・ヴィアー (1575–1632) | 19代オックスフォード伯 ロバート・ド・ヴィアー (1575–1632) | 19代オックスフォード伯 ロバート・ド・ヴィアー (1575–1632) | 19代オックスフォード伯 ロバート・ド・ヴィアー (1575–1632) | 19代オックスフォード伯 ロバート・ド・ヴィアー (1575–1632) |  |  |  |  |  |  |  |  |  |  |  |  |  |  |  |  |  |  |
|                                                                                    |                                                                                    |                                                                                    |                                                                                    |                                                                                    |                                                                                    |  |  |  |  |  |  |                                                               |                                                             |                                                             |                                                             |                                                             |                                                             |  |  |  |  |  |  | 20代オックスフォード伯 オーブリー・ド・ヴィアー (1627–1703) |                                                           |                                                           |                                                           |                                                           |                                                           |  |  |  |  |  |  |  |  |  |  |  |  |  |  |  |  |  |  |